# Hearts on Fire
Hearts on Fire – trzecia płyta DVD szwedzkiego zespołu Hammerfall.

## Spis treści
1. "Hearts On Fire" (teledysk)
2. The Making Of "Hearts On Fire"
3. "Heeding The Call" (live)
4. "A Legend Reborn" (teledysk)
5. "Always Will Be" (teledysk)
6. "Renegade" (teledysk)

### Dodatki
- Galeria zdjęć

## Twórcy
- Joacim Cans - śpiew
- Oscar Dronjak - gitara, śpiew
- Stefan Elmgren - gitara prowadząca
- Magnus Rosén - gitara basowa
- Anders Johansson - instrumenty perkusyjne